# 菊川英信
菊川 英信（きくかわ えいしん、生没年不詳）とは、江戸時代の浮世絵師。

## 来歴
菊川英山の門人で俗名は安五郎、菊川の画姓を称し、蓬莱、天秀斎と号す。作画期は文化から文政の頃にかけてで、作に大判の錦絵と摺物が知られる。

## 作品
- 「風流六玉川　近江萩玉川」　大判錦絵
- 「清少納言」　九つ切摺物　ベレス・コレクション　※「ゆたかなる　春の貢と　山々に　ふりつもりたる　雪のしろかね　呉竹節丸」の賛あり